# Route nationale 52 (Norvège)
Pour les articles homonymes, voir Route nationale 52.
La route nationale 52 (en  norvégien : Riksvei 52, abrégé Rv52) est une route nationale en Norvège.

## Description
La route nationale 52 s'étend de Lærdal du comté de Vestland jusqu'à Gol du comté de Buskerud. 
Elle traverse les communes de Lærdal, Hemsedal et Gol.
La route 52 bifurque de la route européenne 16 à Lærdal et se dirige ensuite vers le sud-est en passant par un col de 1 137 mètres d'altitude.
La route traverse le massif d'Hemsedalsfjella (en) et constitue l'une des routes de montagne les plus importantes pour le trafic est-ouest dans le sud de la Norvège. 
La route traverse d'abord des vallées boisées puis au sud elle traverse Hemsedal. 
À l'extrémité sud, à Gol, la descente est plus raide vers la vallée d'Hallingdal. 
La route est longue de 79,3 kilomètres, dont 61,7 kilomètres dans le comté de Buskerud et 17,6 kilomètres dans le comté de Vestland.

## Galerie

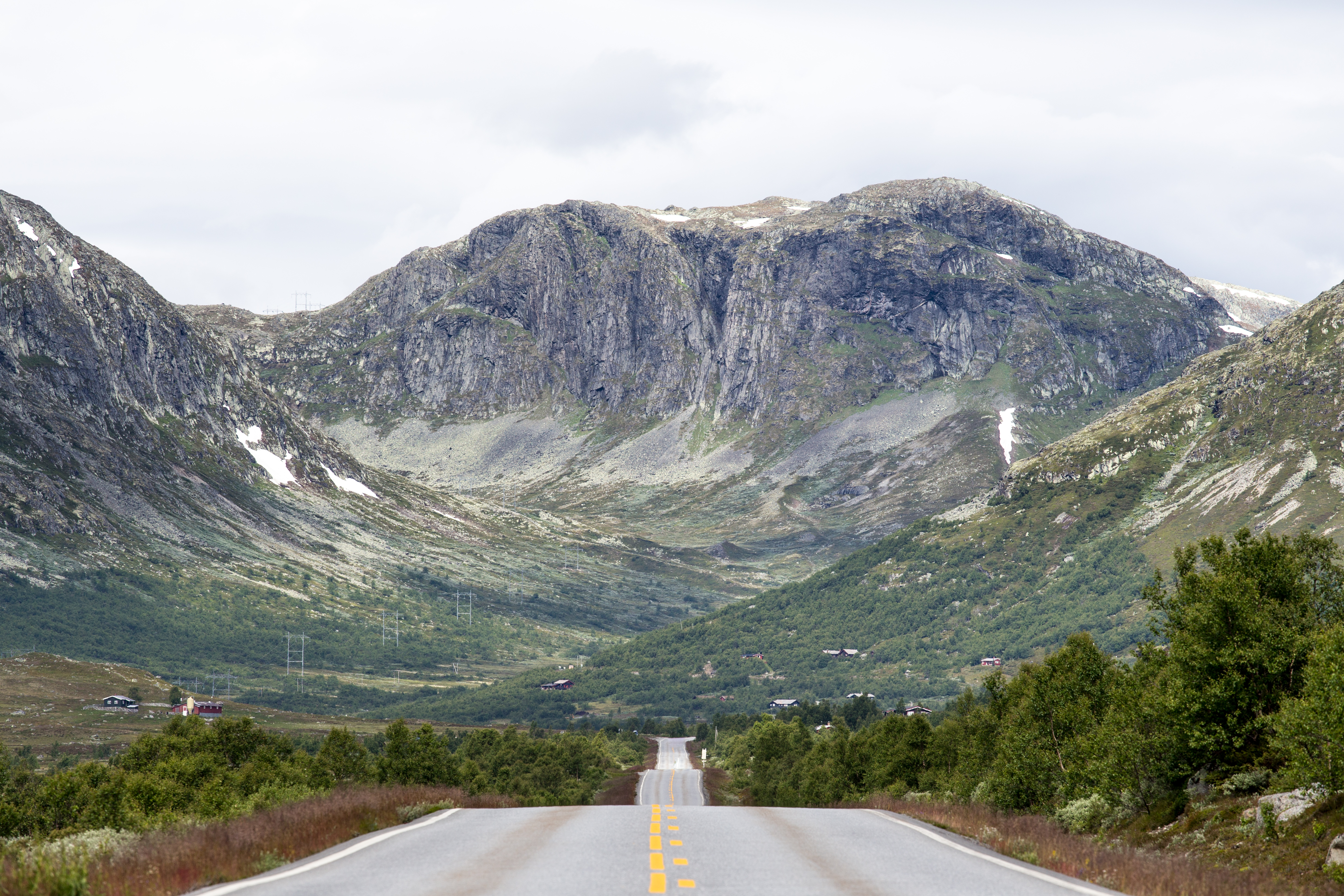
La route à Hemsedal.
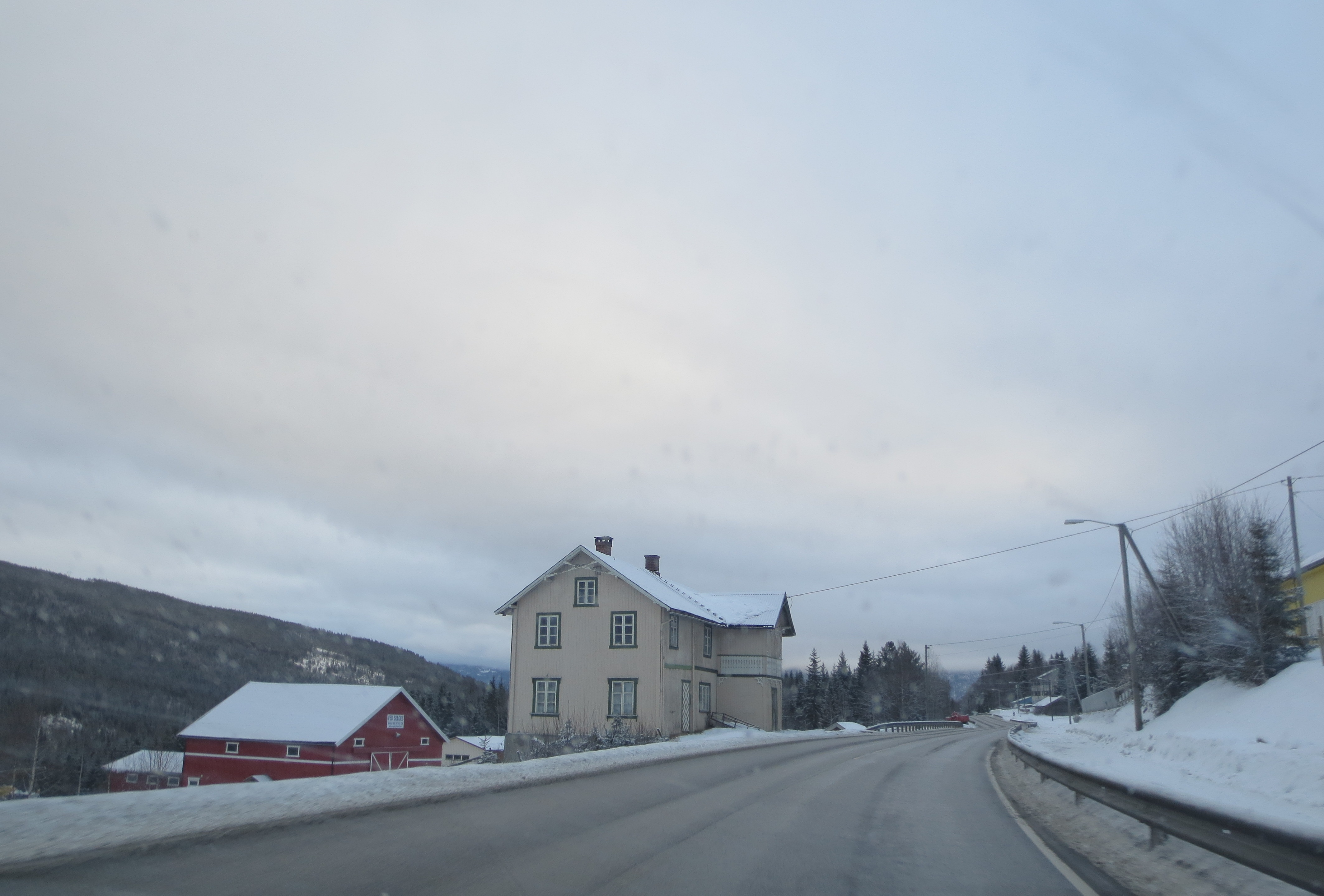
La route à Gol.
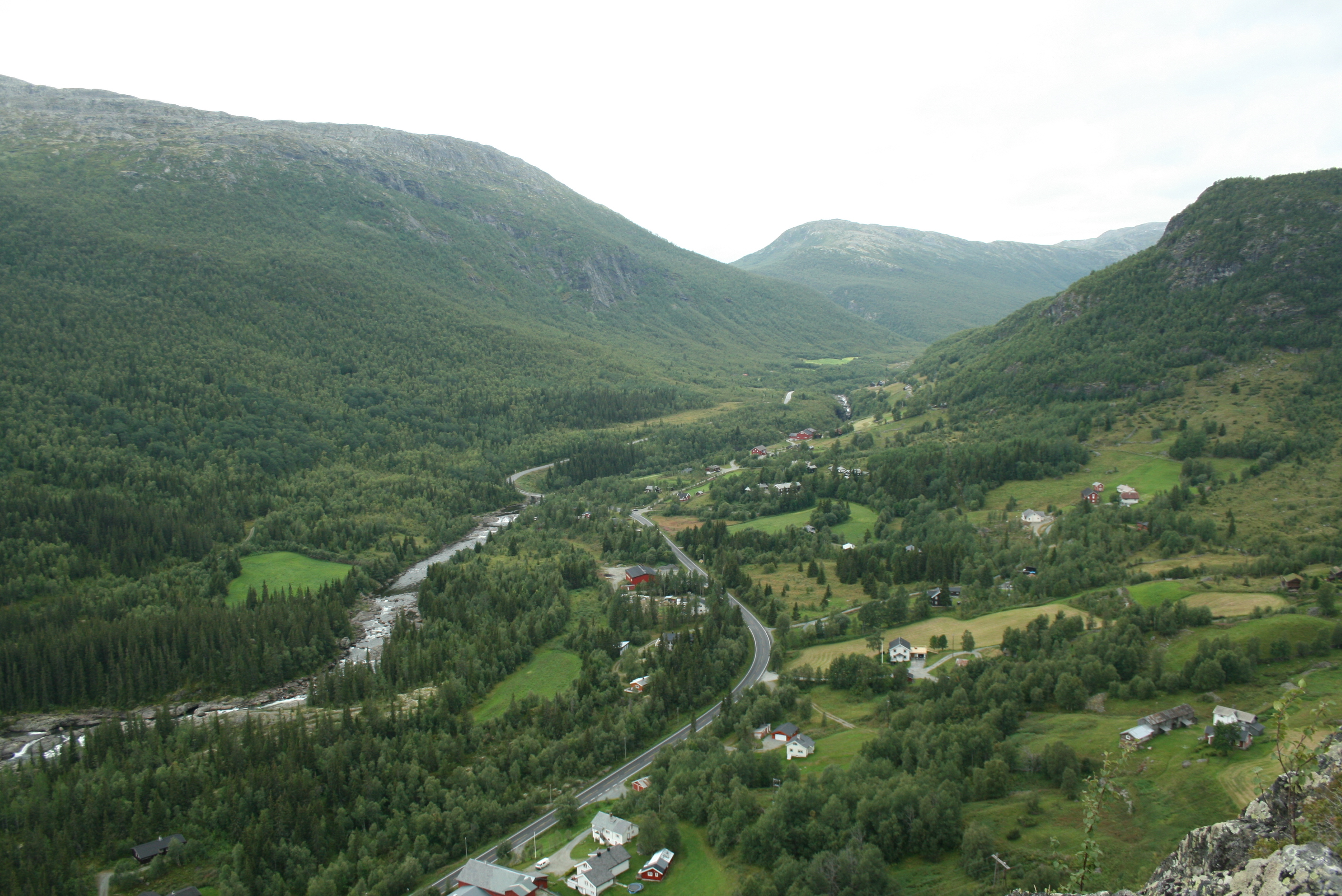
La route à Hemsedal.